# Schweina (Gunzenhausen)
Schweina ist ein Gemeindeteil der Stadt Gunzenhausen im Landkreis Weißenburg-Gunzenhausen (Mittelfranken, Bayern). Schweina liegt in der Gemarkung Wald.

## Lage
Das Dorf Schweina liegt westlich des Altmühlsees und südöstlich des ebenfalls Gunzenhäuser Gemeindeteils Wald. Von der Staatsstraße 2222 führen zwei Verbindungsstraßen in den Ort. Auch an Wald ist der Ort straßenmäßig angeschlossen.

## Ortsname
Der Ortsname, der in seiner älteren Form auf „aw“ (=au) endet, lässt sich als „Siedlung zu der Aue, in der sich Schweine befinden“ deuten.

## Geschichte
Schweina, eine Rodungssiedlung im Zuge des fränkischen Landesausbaus des 8. Jahrhunderts, wird erstmals 1361 in einem Lehenbuch des Stiftes Ellwangen erwähnt, als Hermannus Huettlinger einen Acker zu „Swinnoe“ zu Lehen erhält. Wohl mit diesem Acker zu „Swinaw“ belehnt das Stift 1381 Fritz Megg. Ende des 14. Jahrhunderts leistet ein Untertan von „Sweinaw“ Abgaben an das Kloster Heidenheim, das auch im 15. Jahrhundert Abgaben aus dem Ort erhält. 1407 ist auch das eichstättisch-bischöfliche Amt Arberg im Dorf Grundherr. Um 1460/70 erfährt man, dass „Schawernaw“ (eine verderbte Schreibweise Nürnberger Provenienz) zur Pfarrei Wald gehört.
Um 1525 besteht „Schweynnaw“ aus 8 Untertanen, von denen je einer dem brandenburgischen Amt Wald, dem „Heiligen“ (= Gotteshaus) Gunzenhausen, Friedrich von Lentersheim zu Neuenmuhr, Bernhart von Lüchau, gesessen zu Wiedersbach und verheiratet mit Anna von Eyb zu Eybburg, und je zwei Hans Wolf d. Ä. von Lentersheim zu Mittelmuhr und dem Heiligen (Gotteshaus) Stetten gehören. Die niedere und hohe Gerichtsbarkeit übten, wie 1532 berichtet wird, die Markgrafen von Brandenburg-Ansbach aus. 
1608 wird das Dorf „Waldt“ aus vier „Flecken“ bestehend beschrieben, nämlich aus Wald selber und aus den Weilern Schweina, Moßkorb und Steinenpühl. Zwei Jahre später verleiht Markgraf Joachim Ernst „Ämptlein und Schlößlein Waldt“ mit allem Zubehör an Wolf Christoph von Lentersheim; dazu gehören auch ein Gut und ein Haus in Schweina. Der Gesamtbesitz Wald geht an Ludwig von Zocha über, ab 1624 als brandenburgisches Lehen zunächst auf Leibgeding-Basis und 1626 als vererbbares Rittermannlehen. 1687 gehören in „Schweina“ 3 Untertanen der Deutschordenskommende Eschenbach, 1 Untertan dem Eichstätter Bischof, 3 Untertanen der Herrschaft Oettingen-Spielberg, 4 Untertanen dem Ansbacher Markgrafen und 3 Untertanen denen von Zocha; die hohe Gerichtsbarkeit wurde vom markgräflichen Oberamt Gunzenhausen ausgeübt. Ein halbes Jahrhundert später, 1732, zinsen 2 Untertanen an das markgräfliche Kastenamt Gunzenhausen, 2 an das Vogtamt Schwaningen, 3 an den Deutschen Orden in Eschenbach, 1 an das eichstättische Amt Ornbau, 3 an Oettingen-Spielberg und 3 an die von Zocha; der große Zehnt ging nach Spielberg, der kleine an die Pfarrei Wald. Die Gemeindeherrschaft übte das Schloss Wald aus, die hohe Gerichtsbarkeit lag nach wie vor beim Ansbachischen Oberamt Gunzenhausen. Als die von Zocha aussterben, belehnten 1749 die brandenburgischen Markgrafen die Familie von Falkenhausen mit dem Gut Wald; die Freiherrenfamilie ist noch heute im Besitz des Schlosses. 
1792 wurde Steinabühl mit Schweina mit dem Fürstentum Brandenburg-Ansbach preußisch, wodurch sich aber an den grundherrlichen Verhältnissen nichts änderte – bis auf eine Ausnahme: Preußen zog die drei Güter des Deutschen Ordens von Schweina ein. 1802 wird berichtet, dass Schweina mit seinen 14 Untertanen zusammen mit Steinbühl eine Gemeinde bildet; einer dieser Untertanen war eichstättisch und zinste an das Pfleg- und Kastenamt Arberg-Ornbau, dem er auch gerichtlich unterstand. Am 1. Januar 1806 wurde Schweina mit dem nunmehr ehemaligen Fürstentum Ansbach infolge des Reichsdeputationshauptschlusses bayerisch. Die Gemeinde Wald mit Mooskorb, Schweina und Steinabühl gehörte ab 1808 zunächst als Steuerdistrikt, dann 1818 als Ruralgemeinde dem neuen Rezatkreis an. 
1829 lebten in Schweina 15 Familien mit insgesamt 62 Personen. 1848 waren es weiterhin 15 Familien, jetzt mit 40 „Seelen“. Daran änderte sich bis ins erste Drittel des 20. Jahrhunderts kaum etwas: 1929 zählte der Ort 55 „Seelen“. 1950 allerdings war die Einwohnerschaft von Schweina bei 12 Familien auf 81 angewachsen.
Zunächst im Landgericht/Bezirksamt (ab 1939 Landkreis) Gunzenhausen gelegen, wurde die bis dahin eigenständige vierfleckige Gemeinde Wald im Zuge der Gebietsreform in Bayern am 1. April 1971 nach Gunzenhausen eingemeindet und kam damit am 1. Juli 1972 in den neuen Landkreis Weißenburg-Gunzenhausen, der zunächst unter dem Namen Landkreis Weißenburg in Bayern gebildet wurde.

## Sonstiges
- 1909 stifteten Johann Georg und Johann Leonhart Wolf aus Schweina ein neues Kreuz für den Friedhof sowie eine neue Steinmeyer-Orgel für die Kirche von Wald.[17]
- Von Schweina aus gelangt man zum nahen Seezentrum Gunzenhausen-Wald.